# تایپینگ (پراک)
تایپینگ (به لاتین: Taiping) یک منطقهٔ مسکونی در مالزی است که در Larut, Matang dan Selama واقع شده‌است. تایپینگ ۱۸۶٫۴۶ کیلومتر مربع مساحت و ۲۴۵٬۱۸۲ نفر جمعیت دارد.